# Vale da Porca
Vale da Porca is een plaats (freguesia) in de Portugese gemeente Macedo de Cavaleiros en telt 349 inwoners (2001).